# Базиліано
Базиліано (італ. Basiliano) — муніципалітет в Італії, у регіоні Фріулі-Венеція-Джулія,  провінція Удіне.
Базіліано розташоване на відстані близько 470 км на північ від Рима, 70 км на північний захід від Трієста, 12 км на південний захід від Удіне.
Населення — 5367 осіб (2014).

## Демографія
Населення за роками:

Станом на 1 січня 2023 року в муніципалітеті офіційно проживало 367 іноземців з 44 країн, серед них 122 громадяни країн Євросоюзу та 7 громадян України.

## Уродженці
- Романо Мічеллі (*1940) — італійський футболіст, захисник, згодом — футбольний тренер.

## Сусідні муніципалітети
- Кампоформідо
- Кодроїпо
- Фаганья
- Лестіцца
- Мартіньякко
- Мерето-ді-Томба
- Пазіан-ді-Прато
- Поццуоло-дель-Фріулі